# Conistra spadiceagrisea
Conistra spadiceagrisea là một loài bướm đêm trong họ Noctuidae.